# Francesc Gelambí i Martí
Francesc Gelambí i Martí (Montblanc, ca. 1815 - Alcover, ?), organista ocasional de Santa Maria de Montblanc (1830) i director de l'orquestra Música del Coleto (1844).
Fill de Joan Galambí Sol i de Rosa Martí, procedia d'una família de sabaters de Montblanc. Tot i que no era clergue, el 1830 apareix com a organista esporàdic de l'església de Santa Maria de Montblanc, substituint les absències del seu titular, Miquel Vilageliu.
Cap el 1832 es traslladà a viure a Alcover, on es va casar el 1835 en primeres núpcies amb Úrsula Pallicer Sendrós, filla del Milà. A Alcover nasqueren tots els seus fills, però aparèixer documentat a Montblanc com a director per a les actuacions de l'agrupació musical "La Música del Coleto", una agrupació vigent des d'aproximadament l'any 1840 fins al 1850, any en què s'escindí en dues orquestres, La Vella i La Nova.
Tot i així, sembla que majoritàriament va viure a Alcover, ja que apareix documentat en diferents ocasions, com en les actes de bateig dels seus fills (el 1839, 1841, 1844, 1845 i 1849) i en les seves segones núpcies, el 1855, amb Maria Josefa Dalmau. Els fills del segon matrimoni també neixen tots en aquesta població.
El 1881, any que es fundà a Alcover la Sociedad bajo la invocación de Jesucristo en el Monte Calvario, Gelambí formà part de la junta de govern com a secretari i apareix citat en els estatuts en qualitat d'organista.
Fou el pare de Joan Gelambí Pallisé i Francesc Gelambí Dalmau.
Pel que fa a la seva activitat musical, en les actes de bateig dels seus fills apareix com a "organista", i en l'acta del segon casament consta com a "mestre filharmònic". Va ser el compositor de la Cançó popular de la Verge del Remei, amb lletra del bisbe Barberà.
Es conserven obres seves al fons musical SEO (Fons de l'església parroquial de Sant Esteve d'Olot).